# 原産地呼称制度 (ペルー)
原産地呼称制度(Denominaciones de Origen Nacionales)とは、ペルー国内で商品の価値を保証し、差別化をはかるための制度。国家競争・知的所有権保護庁（INDECOPI）により承認を受けた製品は、現在10種類。

## 登録済みの製品一覧
- ピスコ（El Pisco）
- クスコの大トウモロコシ（Maíz blanco gigante del Cusco）
- イカのライマメ（Pallar de Ica）
- チュルカナスの陶器（Cerámica de Chulucanas）
- サパージョ・ロチェ（Zapallo loche）
- ビジャ・リカのコーヒー豆（Café de Villa Rica）
- マチュピチュ＝ワッキーニャのコーヒー豆（Café Machu Picchu Huadquiña）
- フニン県とパスコ県のマカ（Maca de Junín y Pasco）
- タクナのオリーブ（Aceituna de Tacna）
- アマソナスのカカオ（Cacao de Amazonas）